# San Andrés Tuxtla
San Andrés Tuxtla is een stadje in de Sierra de los Tuxtlas in de Mexicaanse deelstaat Veracruz. San Andrés Tuxtla heeft 58.757 inwoners (census 2005) en is de hoofdplaats van de gemeente San Andrés Tuxtla.
San Andrés is de onnoffiële hoofdstad van Los Tuxtlas. Hoewel de plaats zelf niet als bijzonder te boek staat, is het een uitvalsbasis voor verschillende bestemmingen in de regio, waaronder de Waterval van Eyipantla, de Laguna Encantada, verschillende precolumbiaanse vindplaatsen en de stranden aan de Golf van Mexico. De plaats is verder bekend wegens haar productie van sigaren.